# Michael-A. Konitzer
Michael-A. Konitzer (* 30. November 1953 in München) ist deutscher Publizist und Fachmann für digitale Kommunikation.

## Leben
Schon während seines Studiums der Germanistik und Theaterwissenschaften an der LMU München arbeitete er frei als Theater- und Musikrezensent. 1980 gründete er zusammen mit Verleger Arno Hess die Münchner Stadtzeitung und machte sie als Chefredakteur zur auflagenstärksten Stadtzeitung im Bundesgebiet. 1986 wechselte er ins Gründungsteam des deutschen Wiener – Zeitschrift für Zeitgeist und war dort Chefreporter und stellvertretender Chefredakteur.
1992 ging er zur Werbeagentur Scholz & Friends Hamburg und war dort als Trend- und Zukunftsforscher tätig.
1994 wechselte er ins Internet-Business. Er wurde Chefredakteur von Europe Online Deutschland (Burda) und verantwortete dort Konzept und Inhalte des ersten deutschen Onlinedienstes. Nach dem Scheitern von Europe Online war er frei als Internet-Berater und -Konzeptionist tätig. 1996 ging er zu Microsoft und verantwortete zunächst Sidewalk Europe, einen lokalen Onlinedienst. 1997 wurde er General Manager von MSN Central Europe und baute es zum ersten großen Informationsportal um.
1999 gründete Michael-A. Konitzer seine eigene Firma Y2K Medien GmbH und betreute dort Kunden wie Volkswagen und Siemens. Nach dem Kauf der Firma durch die britische Amaze Ltd. war er CCO und Geschäftsführer der Amaze GmbH. Hier arbeitete er u. a. für Kunden wie Volkswagen und Toyota.
Seit 2004 ist er freiberuflich tätig und berät diverse Agenturen und Firmen bei Web-Projekten, Digitalem Marketing und Corporate Communication, darunter Lufthansa, Miles & More, BMW, DAB Bank.
Von 2011 bis 2025 war er Herausgeber des Annual Multimedia, für das er seit seiner Gründung 1995 als Autor und Jurymitglied tätig war.
Er hält Vorträge zu Zukunftsthemen und zur Digitalen Kommunikation und veröffentlicht regelmäßig Artikel.

## Schriften
- Gerd Gerken, Michael-A. Konitzer: Trends 2015. Scherz Verlag Bern, 1995, ISBN 978-3-502-17264-2.
- Annual Multimedia (Hrsg.), Walhalla Verlag 2012 ff ISBN 978-3-96186-073-9.
- Heidi Rauch, Michael Konitzer: Berlinese & Bavarese – Ein Briefroman, 1. Teil 1968 - 1977 (Edition Rauchzeichen) 2024, ISBN 978-3-9825566-4-2.